# دیل، شهرستان برکس، پنسیلوانیا
دیل (به انگلیسی: Dale) یک منطقهٔ مسکونی در ایالات متحده آمریکا است که در شهر واشینگتن واقع شده‌است. دیل ۱۷۳٫۱۳ متر بالاتر از سطح دریا قرار دارد.